# Кріс Еванс
Крістофер Роберт «Кріс» Еванс (англ. Christopher Robert «Chris» Evans; нар. 13 червня 1981, Бостон, Массачусетс, США) — американський актор кіно і телебачення, який здобув популярність завдяки ролям Джонні Шторма у «Фантастичній четвірці» (2005) та Стіва Роджерса у Кіновсесвіті Марвел.

## Біографія

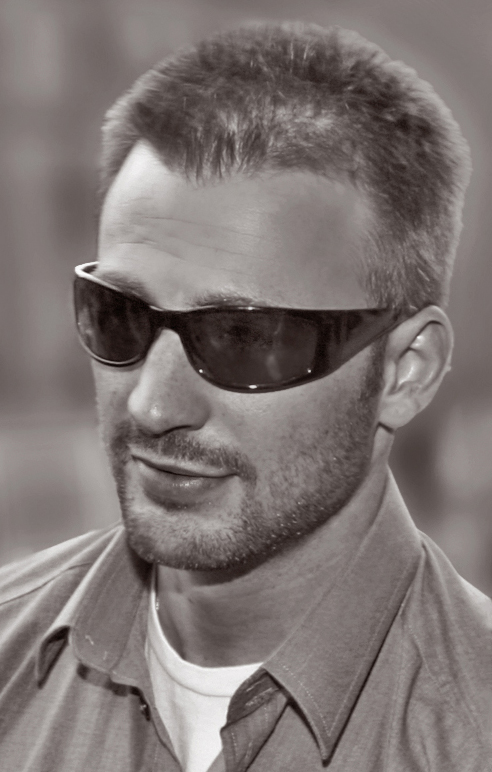
Кріс Еванс

Народився в Бостоні і виріс у місті Садбері. Його мати, Ліза (Капуано), працює художником-постановником в Молодіжному Театрі Конкорд, а його батько — дантист. В нього є дві сестри, Карлі, випускниця Школи мистецтв Тіш, Нью-Йоркського університету та Шана, викладач англійської мови та драми у вищій школі. В нього є також молодший брат, Скот, який знявся у мильній опері каналу ABC «One Life to Live». Мати Кріса, Ліза, наполовину італійка і наполовину ірландка. Діти Еванс виховувались у католицизмі.

## Особисте життя
З 2001 по 2006 Еванс зустрічався із акторкою Джессікою Біл. Він також зустрічався з Мінкою Келлі у вересні 2012, після того як недовго зустрічався з нею в 2007, але порвав з нею знову у жовтні 2013.
З червня 2016 по лютий 2017 року зустрічався з акторкою Дженні Слейт, колегою по фільму «Обдарована».
У липні 2020 року з'явилися чутки про роман Кріса Еванса та Лілі Джеймс. Пару помітили разом, коли актори разом доїхали до клубу Mark's Club, звідки потім попрямували в готель, скориставшись окремими входами.
Практикує буддизм.
10 вересня 2023 року одружився з португальською акторкою Альбою Баптіста.

## Кар'єра
Після ролі у фільмі «Недитяче кіно», Евансу почали пропонувати провідні ролі у таких фільмах як «Вищий бал» і «Стільниковий», а потім знявся в двох незалежних фільмах в Чикаго: Дірка Уіттенборна «Жорстокі люди», граючи зловісного Брайса, і «Лондон», граючи наркомана з проблемами у стосунках. Потім він грав супергероя Людину-факел в адаптації коміксів «Фантастична четвірка» у 2005. Еванс повторив роль Людини-Факела в 2007, у сіквелі «Фантастична четвірка: Вторгнення Срібного Серфера». У тому ж році він знявся в ролі інженера, який став астронавтом у фільмі Денні Бойла «Пекло».
У 2008 році Еванс з'явився в фільмі «Королі вулиць», граючи поруч із Кіану Рівзом, і в адаптації п'єси Тенессі Вільямса «The loss of a Teardrop Diamond». Наступного року він знявся в науково-фантастичному трилері «П'ятий вимір» з Дакотою Фаннінг і Каміллою Белль. Еванс виконував бойові сцени самостійно. Зйомки займали тижні, а Кріс був весь у синцях.
У 2010 році він завершив зйомки у фільмі «Прокол» Марка Кассена і Адама Кассена в Х'юстоні, штат Техас. Прем'єра фільму відбулася в 2011 на кінофестивалі Трайбека, як проект до 10-річчя фестиваля. У тому ж році Еванс з'явився в адаптація серії коміксів від DC Comics «Лузери» Сільвена Уайта, Еванс потім з'явився в іншій адаптації коміксів, Едгара Райта «Скотт Пілігрим проти світу», де він зіграв Лукаса Лі.
У 2011 році Еванс зіграв персонажа з всесвіту Marvel Капітана Америку в фільмі «Капітан Америка: Перший месник», і зіграв головну роль у романтичній комедії «Скільки у тебе?», де він зіграв з Анною Фаріс. Спочатку стався конфлікт планування, оскільки обидва фільми мали зніматися влітку 2010.
З актрисою Еван Рейчел Вуд, він був частиною рекламної кампанії для парфумерної Gucci Guilty і одеколону Guilty Pour Homme у 2011.
Еванс підписав контракт на зйомку в декількох фільмах про Капітана Америку та у фільмі «Месники» (2012). Потім він знявся разом з Майклом Шенноном у фільмі «Крижаний», замінивши Джеймса Франко. Еванс носив довгу перуку і відростив бороду для ролі. Він знявся в англомовному фільмі південнокорейського режисера Бонг Джун-хо «Через сніг».

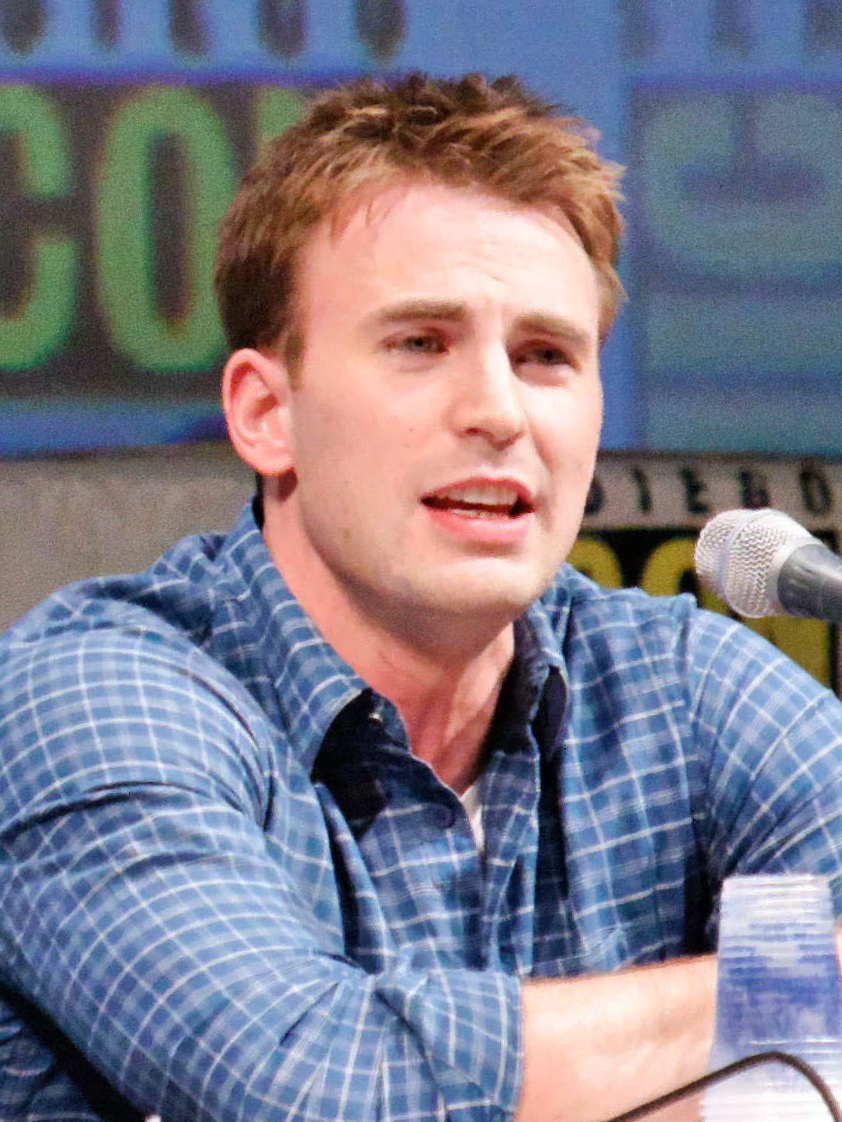
Панель фільму «Перший месник» на Comic-Con

У 2014 році Еванс знявся у фільмі «Перший месник: Друга війна».
Серед його майбутніх фільмів планується режисерський дебют «1:30 Train», продовження «Месників» «Месники: Ера Альтрона» і третій фільм про Капітана Америку. Еванс заявив у березні 2014, що як тільки його контракт з Marvel закінчиться, він планує взяти перерву в акторстві і візьметься за режисерство. Еванс вважає, що завершить грати Капітана Америку в 2017 році.

## Фільмографія

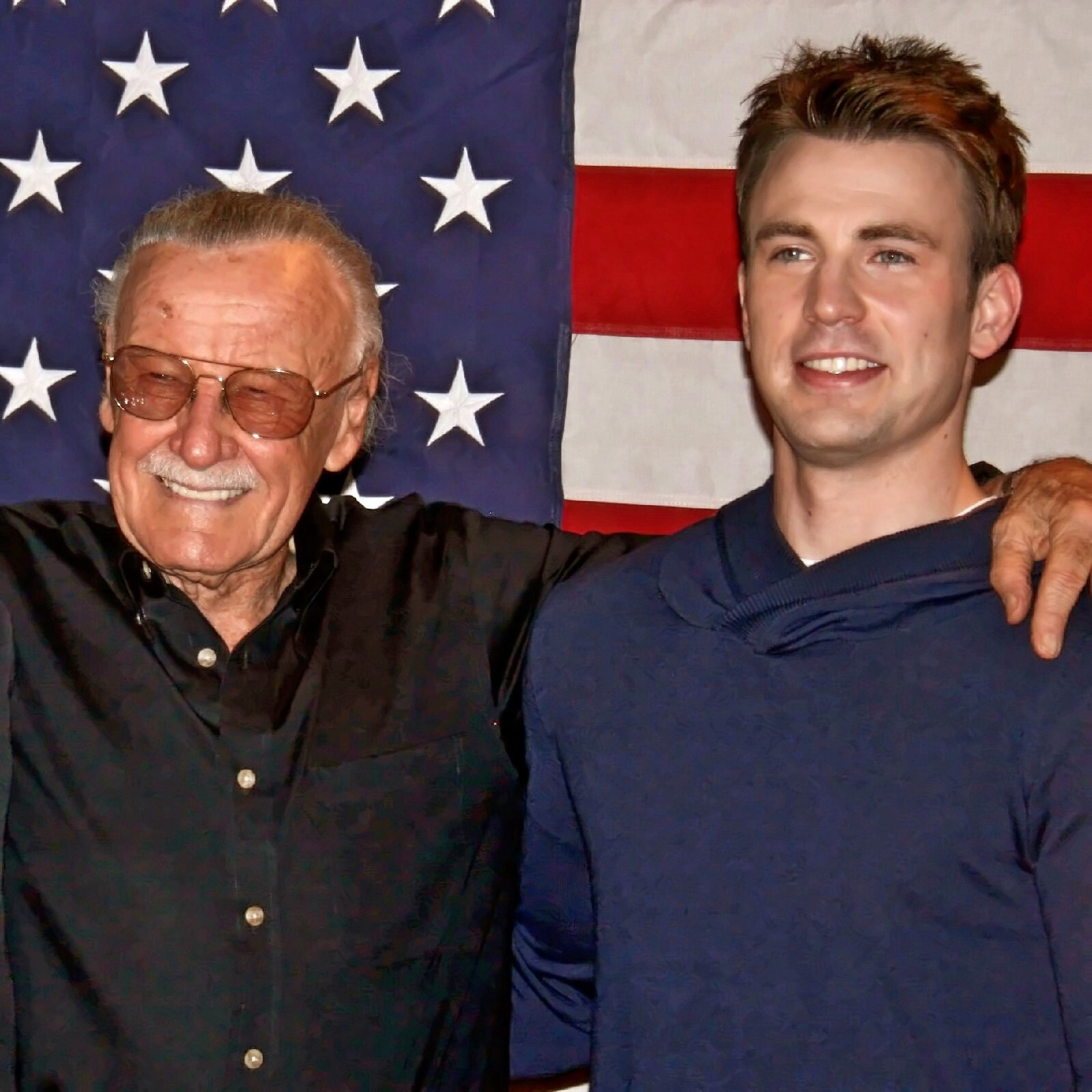
Стен Лі та Кріс Еванс у липні 2011 року

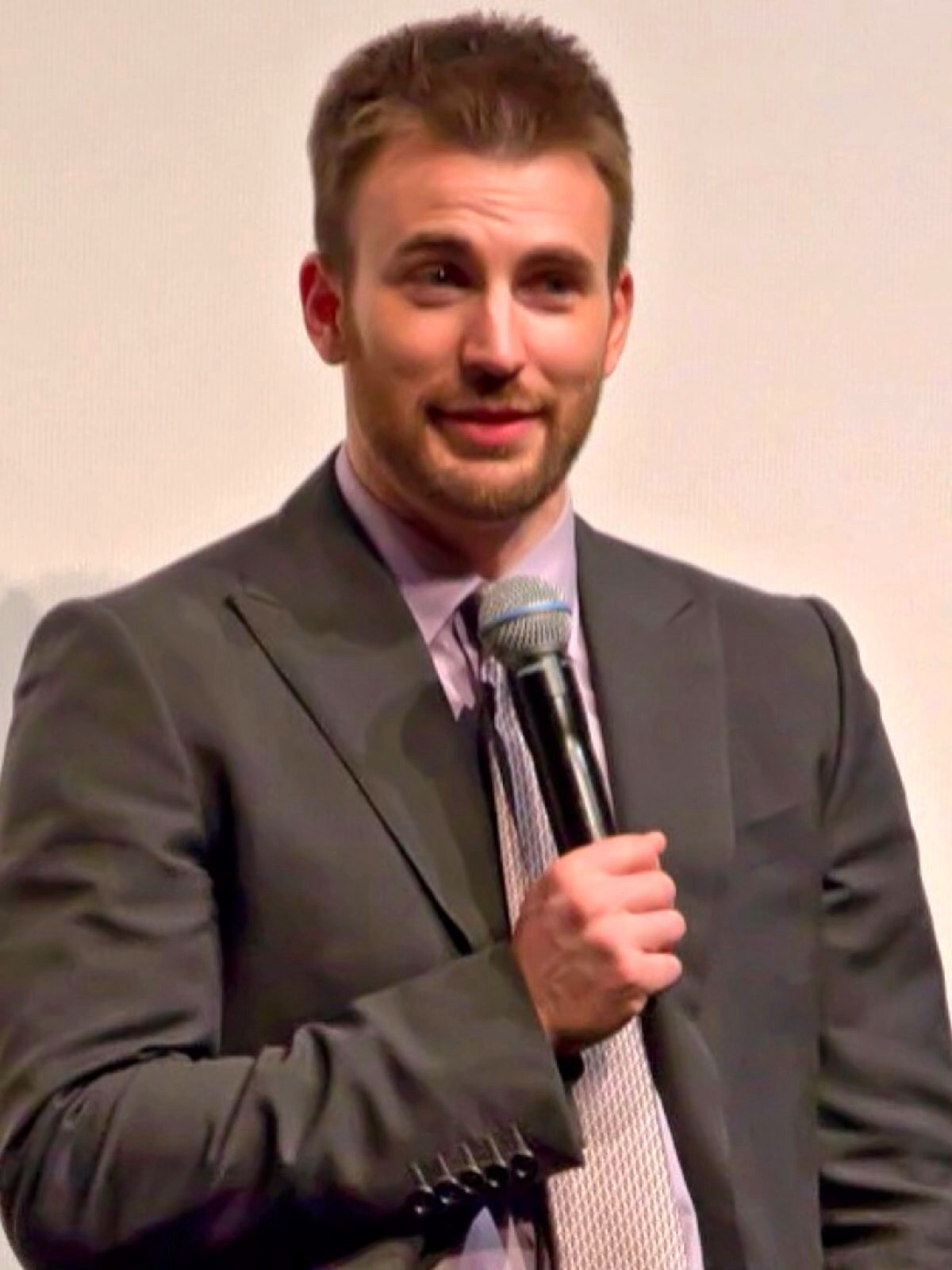
Кріс Еванс у 2012

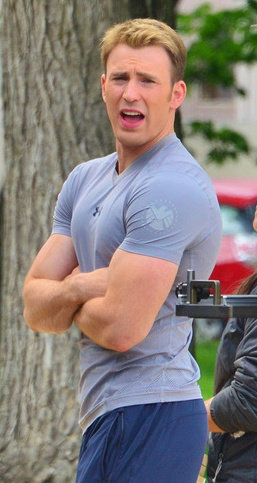
Кріс Еванс у 2013 під час зйомок фільму «Перший месник: Друга війна»

### Кінофільми
| Рік  |    | Українська назва                        | Оригінальна назва                         | Роль                           |
| ---- | -- | --------------------------------------- | ----------------------------------------- | ------------------------------ |
| 2000 | ф  | Новоприбулі                             | The Newcomers                             | Джадд                          |
| 2001 | ф  | Недитяче кіно                           | Not Another Teen Movie                    | Джейк Вайлер                   |
| 2004 | ф  | Вищий бал                               | The Perfect Score                         | Кайл                           |
| 2004 | ф  | Стільниковий                            | Cellular                                  | Раян                           |
| 2005 | ф  | Жорстокі люди                           | Fierce People                             | Брайс                          |
| 2005 | ф  | Лондон                                  | London                                    | Сід                            |
| 2005 | ф  | Фантастична четвірка                    | Fantastic Four                            | Джонні Шторм / Людина-факел    |
| 2007 | ф  | Фантастична Четвірка 2                  | Fantastic Four: Rise of the Silver Surfer | Джонні Шторм / Людина-факел    |
| 2007 | мф | Черепашки Ніндзя                        | TMNT                                      | Кейсі Джонс (озвучення)        |
| 2007 | ф  | Пекло                                   | Sunshine                                  | Джеймс Мейс                    |
| 2007 | ф  | Щоденники няні                          | The Nanny Diaries                         | Хейдан                         |
| 2007 | мф | Досягти Терри                           | Battle for Terra                          | Стюарт Стентон (озвучення)     |
| 2008 | ф  | Королі вулиць                           | Street Kings                              | детектив Пол «Диско» Дискант   |
| 2008 | ф  | Пропажа алмазу «Сльоза»                 | The Loss of a Teardrop Diamond            | Джиммі                         |
| 2009 | ф  | П'ятий вимір                            | Push                                      | Нік Ґант                       |
| 2010 | ф  | Лузери                                  | The Losers                                | Джейк Дженсен                  |
| 2010 | ф  | Скотт Пілігрим проти світу              | Scott Pilgrim vs. the World               | Лукас Лі                       |
| 2011 | ф  | Прокол                                  | Puncture                                  | Майк Вайс                      |
| 2011 | ф  | Скільки у тебе?                         | What's Your Number?                       | Колін Ши                       |
| 2011 | ф  | Перший месник                           | Captain America: The First Avenger        | Стів Роджерс / Капітан Америка |
| 2012 | ф  | Месники                                 | The Avengers                              | Стів Роджерс / Капітан Америка |
| 2012 | ф  | Крижаний                                | The Iceman                                | Роберт Прондж                  |
| 2013 | ф  | Снігобур                                | Snowpiercer / 설국열차                    | Кертіс Еверет                  |
| 2013 | ф  | Тор: Царство темряви                    | Thor: The Dark World                      | Локі в образі Капітана Америки |
| 2014 | ф  | Перший месник: Друга війна              | Captain America: The Winter Soldier       | Стів Роджерс / Капітан Америка |
| 2014 | ф  | Перш ніж ми розійдемося                 | Before We Go                              | Нік                            |
| 2014 | ф  | Серце вщент                             | Playing It Cool                           | Я                              |
| 2015 | ф  | Месники: Ера Альтрона                   | The Avengers: Age of Ultron               | Стів Роджерс / Капітан Америка |
| 2015 | ф  | Людина-мураха                           | Ant-Man                                   | Стів Роджерс / Капітан Америка |
| 2016 | ф  | Перший месник: Протистояння             | Captain America: Civil War                | Стів Роджерс / Капітан Америка |
| 2017 | ф  | Обдарована                              | Gifted                                    | Френк Едлер                    |
| 2017 | ф  | Людина-павук: Повернення додому         | Spider-Man: Homecoming                    | Стів Роджерс / Капітан Америка |
| 2018 | ф  | Месники: Війна нескінченності           | Avengers: Infinity War                    | Стів Роджерс / Капітан Америка |
| 2019 | ф  | Капітан Марвел                          | Captain Marvel                            | Стів Роджерс / Капітан Америка |
| 2019 | ф  | Месники: Завершення                     | Avengers: Endgame                         | Стів Роджерс / Капітан Америка |
| 2019 | ф  | Курорт для підводників у червоному морі | The Red Sea Diving Resort                 | Ері Левінсон                   |
| 2019 | ф  | Ножі наголо                             | Knives Out                                | Ренсом Тромбрей                |
| 2021 | ф  | Персонаж                                | Free Guy                                  | камео                          |
| 2021 | ф  | Не дивися вгору                         | Don't Look Up                             | Пітер Ішервелл                 |
| 2022 | мф | Лайтер                                  | Lightyear                                 | Базз Лайтер (озвучення)        |
| 2022 | ф  | Сіра людина                             | The Gray Man                              | Ллойд Хансен                   |
| 2023 | ф  | Небезпечне побачення                    | Ghosted                                   | Коул Рігган                    |
| 2023 | ф  | Продавці болю                           | Pain Hustlers                             | Піт Бреннер                    |
| 2024 | ф  | Дедпул і Росомаха                       | Deadpool & Wolverine                      | Джонні Шторм / Людина-факел    |
| 2024 | ф  | Кодове ім'я «Червоний»                  | Red One                                   | Джек О’Меллі                   |
| 2025 | ф  | Люба, не треба!                         | Honey Don't!                              | Дрю                            |
| 2025 | ф  | Матеріалісти                            | Materialists                              | Джон                           |
|      | ф  | Жертвопринесення                        | Sacrifice                                 | Майк Тейлор                    |

### Телебачення
| Рік  |    | Українська назва           | Оригінальна назва       | Роль                                                                  |
| ---- | -- | -------------------------- | ----------------------- | --------------------------------------------------------------------- |
| 2000 | с  | Протилежна стать           | Opposite Sex            | Кері Бестон (8 епізодів)                                              |
| 2000 | с  | Утікач                     | The Fugitive            | Зак (Епізод: "Guilt")                                                 |
| 2001 | с  | Бостонська школа           | Boston Public           | Ніл Мавроматес (Епізод: "Chapter Nine")                               |
| 2003 | с  | Шкіра                      | Skin                    | Браян (Епізод: "Pilot")                                               |
| 2008 | мс | Робоцип                    | Robot Chicken           | Людина-факел / Ґобо Фреґл / вчитель / льотчик (Епізод: "Monstourage") |
| 2020 | с  | Захищаючи Джейкоба         | Defending Jacob         | Енді Барбер (8 епізодів)                                              |
| 2023 | мс | Скотт Пілігрим стає до бою | Scott Pilgrim Takes Off | Лукас Лі (8 епізодів)                                                 |

### Відеофільми
| Рік  |    | Українська назва                 | Оригінальна назва              | Роль         |
| ---- | -- | -------------------------------- | ------------------------------ | ------------ |
| 1997 | в  | Біорізноманіття: Дикі про життя! | Biodiversity: Wild About Life! | Рік          |
| 2001 | в  |                                  | Marilyn Manson: Tainted Love   | Джейк Вайлер |
| 2003 | кф | Листоноша                        | The Paper Boy                  | Бен          |
| 2012 | в  |                                  | The Carlton Dance              | камео        |

### Відеоігри
| Рік  |    | Українська назва | Оригінальна назва              | Роль                           |
| ---- | -- | ---------------- | ------------------------------ | ------------------------------ |
| 2005 | вг |                  | Fantastic Four                 | Джонні Шторм / Людина-факел    |
| 2011 | вг |                  | Captain America: Super Soldier | Стів Роджерс / Капітан Америка |

## Нагороди та номінації
| Рік  | Назва                                             | Нагорода                                                   | Результат |
| ---- | ------------------------------------------------- | ---------------------------------------------------------- | --------- |
| 2005 | Фантастична четвірка                              | Кінонагорода MTV за найкращу акторську команду             | Перемога  |
| 2007 | Фантастична четвірка: Вторгнення Срібного Серфера | Teen Choice Award for Choice Movie Actor: Action Adventure | Перемога  |
| 2007 | Фантастична четвірка: Вторгнення Срібного Серфера | Teen Choice Award for Choice Movie: Rumble                 | Перемога  |
| 2011 | Перший месник                                     | Scream Awards Best Superhero                               | Перемога  |
| 2011 | Перший месник                                     | Saturn Award for Best Actor                                | Номінація |
| 2011 | Перший месник                                     | People's Choice Award for Favorite Movie Superhero         | Номінація |
| 2011 | Перший месник                                     | MTV Movie Award for Best Hero                              | Номінація |
| 2011 | Перший месник                                     | Teen Choice Award for Choice Movie: Fight                  | Номінація |
| 2011 | Перший месник                                     | Teen Choice Award for Choice Summer Movie Star: Male       | Номінація |
| 2012 | Месники                                           | Teen Choice Award for Choice Movie: Male Scene Stealer     | Номінація |
| 2013 | Месники                                           | People's Choice Award for Favorite Action Movie Star       | Номінація |
| 2013 | Месники                                           | Peoples Choice Award for Favorite Movie Superhero          | Номінація |
| 2013 | Месники                                           | MTV Movie Award for Best Fight (shared with cast)          | Перемога  |
| 2014 | Капітан Америка: Зимовий солдат                   | Teen Choice Award for Choice Movie Actor: Fantasy/Sci-Fi   | Номінація |